# Toromys rhipidurus
Toromys rhipidurus är en däggdjursart som beskrevs av Thomas 1928. Toromys rhipidurus ingår i släktet Toromys och familjen lansråttor. Inga underarter finns listade i Catalogue of Life.
Denna gnagare förekommer i nordöstra Peru i västra delen av Amazonområdet. Regionen ligger cirka 200 meter över havet. Arten lever i regnskogen och den är aktiv på natten. Toromys rhipidurus klättrar främst i växtligheten och vilar i trädens håligheter. Honor föder troligen bara en unge per kull.
Arten når en kroppslängd (huvud och bål) av 21 till 26 cm, en svanslängd av 18 till 21,5 cm och en vikt av cirka 315 g. Mjuka hår på ovansidan är gulbruna till rödbruna och sedan är flera svarta hår iblandade. På huvudet är pälsen lite mer gråaktig. Glest fördelat förekommer borstiga hår och taggar som har långsmala spetsar som liknar en piska. Nära stjärten har flera taggar vita spetsar. Toromys rhipidurus har inga taggar på nedre delen av kroppssidorna. Undersidans hår kan vara ljusbruna nära roten och resten är intensiv gulaktig. Artens bakfötter är korta samt breda och de avrundade öronen är nakna. Honor har fyra spenar. Svansen är bara nära bålen tät täckt med päls, på resten förekommer glest fördelade hår och fjäll.